# Шеме просторног развоја
Шеме просторног развоја су плански документи који ближе одређују просторни развој појединих области за које су основе просторног развоја утврђене у Стратегији просторног развоја Србије. Шеме просторног развоја се доносе за следеће области:
- високо образовање и научно-истраживачки рад
- култура
- здравство и социјална заштита
- информатика и телекомуникације
- мултимодални транспорт
- рударство и енергетика
- капитална привреда
- природна и рурална подручја
- спорт и рекреација

Шеме просторног развоја приперамају надлежна министарства у сарадњи са Републичком агенцијом за просторно планирање. Шеме доноси Влада републике Србије, на предлог надлежног министарства уз прибављено мишљење Републичке агенције за просторно планирање.